# Johann Benedikt Ernst Wegmann
Johann Benedikt Ernst Wegmann (* 19. Februar 1765 in Frankfurt am Main; † 6. September 1828) war ein deutscher Orgel- und Instrumentenbauer.

## Leben
Er entstammte einer nicht unbedeutenden Orgeldynastie in Südhessen. Sein Großvater Johann Conrad Wegmann, aus der Schweiz stammend, hatte den Betrieb gegründet, der von seinem Vater Philipp Ernst Wegmann weitergeführt wurde. Dieser aber gab den Betrieb zunächst an seinen Hildesheimer Gesellen Johann Friedrich Meynecke weiter, der den Betrieb in Frankfurt zumindest bis zu Beginn der 1780er Jahre führte. Meynecke war bereits 1774/75 beim Bau der Orgel in Bobenhausen II als Werkmeister aufgetreten. Philipp Ernst Wegmann gedachte offenbar, in die USA auszuwandern, starb aber 1778 bei der Überfahrt.
Johann Benedikt Ernst Wegmann wurde 1780 als Discipul, also Schüler, des Johann Friedrich Meynecke bezeichnet. Am 21. März 1796 schwor er in Frankfurt den Bürgereid, so dass man annehmen kann, dass er zu diesem Zeitpunkt auch die Werkstatt führte.
Wegmann hatte nie geheiratet und starb 1828.

## Werk
Der Orgelneubau in Nieder-Erlenbach entstand 1781 zusammen mit Meynecke, wie eine 1955 entdeckte Inschrift belegt. 1824 übernahm Wegmann die Pflege des Instruments, die Philipp Heinrich Bürgy von 1795 bis 1823 versehen hatte. Für die Orgel in Schotten wurden Teile eines älteren Instruments von Lorenz Ettlin (1626/27) verwendet. Eine Inschrift in der Windlade unterrichtet über die Beteiligten und die Rolle Meyneckes: „Mit Gott erbaut in der Wegmannschen Werkstadt unter dem Werkmeister Joh. Fried. Meynecke von Hildesheim und Joh. Sigismund Aust und Joh. Bened. Weegman und Joh. Phil. Wilh. Krieger“. 1827 führt Wegmann eine kleinere Arbeit an der Orgel in Dortelweil durch.
Wegmanns Orgeln sind vom Rokoko geprägt. Die charakteristische Prospektgestaltung ist bei Wegmann sieben- oder neunteilig mit einem mittleren großen Rundturm, niedrigen Spitztürmen und seitlichen kleinen Rundtürmen, dazwischen überhöhte, harfenförmige Flachfelder.
Wegmann baute neben Orgeln auch Klaviere. Aus dem Jahr 1796 ist ein Tafelklavier erhalten, das Wegmann auf einem Zettel im Instrument als Nr. 48 bezeichnete. Ein Fortepiano datiert von 1797 (Frankfurt), das sich heute in Windesheim (Orgel Art Museum) befindet.

## Werkliste
| Jahr      | Ort               | Kirche                               | Bild | Manuale | Register | Bemerkungen |
| --------- | ----------------- | ------------------------------------ | ---- | ------- | -------- | --- |
| 1780      | Sulzbach (Taunus) | Evangelische Kirche Sulzbach         |      | I/P     | 10       | erhalten |
| 1781      | Nieder-Erlenbach  | Evangelische Kirche Nieder-Erlenbach |      | I/P     | 13       | mehrfach umgebaut, 1955 durch Emanuel Kemper auf zwei Manuale erweitert, 1984 durch Oberlinger wieder zurückgeführt; einige Register erhalten                 |
| 1779–1783 | Schotten          | Liebfrauenkirche                     |      | II/P    | 27       | unter Verwendung einer Orgel von Lorenz Ettlin (1626/27) aus der Katharinenkirche (Frankfurt am Main); mehrfach umgebaut; Prospekt und fünf Register erhalten |